# Саїкі-хан

Мон роду Морі

Саїкі-хан (яп. 佐伯藩, さいきはん) — хан в Японії, у провінції Бунґо, регіоні Кюсю.

## Короткі відомості
- Адміністративний центр: містечко Саїкі повіту Амабе[1] (сучасне місто Саїкі префектури Ойта).

- Дохід: 20 000 коку.

- Управлявся родом Морі, що належав до тодзама і мав статус володаря замку (城主). Голови роду мали право бути присутніми у вербовій залі сьоґуна.

- Ліквідований в 1871.

## Правителі
| №  | Ім'я          | Ім'я     | Роки        | Ранг, титул     | Примітки                         |
| -- | ------------- | -------- | ----------- | --------------- | -------------------------------- |
| 1  | Морі Такамаса | 毛利高政 | 1601 — 1628 | 従五位下 伊勢守 | Син Морі Такацуґу                |
| 2  | Морі Таканарі | 毛利高成 | 1628 — 1632 | 従五位下 摂津守 | Старший син Морі Такамаси        |
| 3  | Морі Таканао  | 毛利高直 | 1633 — 1664 | 従五位下 伊勢守 | Старший син Морі Таканарі        |
| 4  | Морі Такасіґе | 毛利高重 | 1664 — 1682 | 従五位下 安房守 | Старший син Морі Таканао         |
| 5  | Морі Такахіса | 毛利高久 | 1682 — 1699 | 従五位下 駿河守 | Четвертий син Курусіми Мітійкійо |
| 6  | Морі Такайосі | 毛利高慶 | 1699 — 1742 | 従五位下 周防守 | Шостий син Курусіми Мітійкійо    |
| 7  | Морі Такаока  | 毛利高丘 | 1742 — 1760 | 従五位下 周防守 | Старший син Морі Такаміті        |
| 8  | Морі Такасуе  | 毛利高標 | 1760 — 1801 | 従五位下 伊勢守 | Другий син Морі Такаоки          |
| 9  | Морі Таканобу | 毛利高誠 | 1801 — 1812 | 従五位下 美濃守 | Старший син Морі Такасуе         |
| 10 | Морі Таканака | 毛利高翰 | 1812 — 1832 | 従五位下 若狭守 | Старший син Морі Таканобу        |
| 11 | Морі Такаясу  | 毛利高泰 | 1832 — 1862 | 従五位下 伊勢守 | Син Морі Таканаки                |
| 12 | Морі Такаката | 毛利高謙 | 1862 — 1871 | 従五位下 伊勢守 | Старший син Морі Такаясу         |